# Campus Huawei Ox Horn
Le campus Huawei Ox Horn est un centre de recherche et développement de l'entreprise technologique Huawei, dans la ville de Dongguan en Chine. Construits à la fin des années 2010, les bâtiments sont une copie de divers styles et réalisations européennes. 

## Emplacement et construction
Le campus est situé sur la rive sud du lac Songshan, dans la ville Dongguan (province du Guangdong) en Chine.
Le modèle est voulu par Ren Zhengfei, fondateur de Huawei, et admirateur de l'architecture européenne. La construction a été effectuée de 2015 à 2022, et aurait coûté environ 1,5 millards de dollars. Le campus, prévu pour 25 000 personnes, comporte 108 bâtiments pour une surface construite de 1,4 million de m2 s'étendant sur 9 hectares,. 
Le campus est inauguré en juin 2018 ; en 2019, 17 000 employés y travaillent. 

## Description
Le village est composé de douze groupes de bâtiments ou «zone », chacun étant basé sur une ville ou région européenne et nommées d'après une ville d'Europe. Chaque zone peut abriter environ 2 000 personnes.
Les zones sont ainsi inspirées par le château de Heidelberg, la Cité internationale universitaire de Paris, ainsi que des copies individuelles des bâtiments de Český Krumlov, Vérone, Bologne, Budapest, Tallinn, et Grenade.
Les zones sont reliées entre elles par un système de tramway calqué sur les trains de Stadler Rail pour le chemin de fer de la Jungfrau en Suisse,, qui comporte deux lignes. Le train passe également par un pont, inspiré du pont de la Liberté de Budapest et relie les zones situés sur différentes rives du lac.

## Galerie

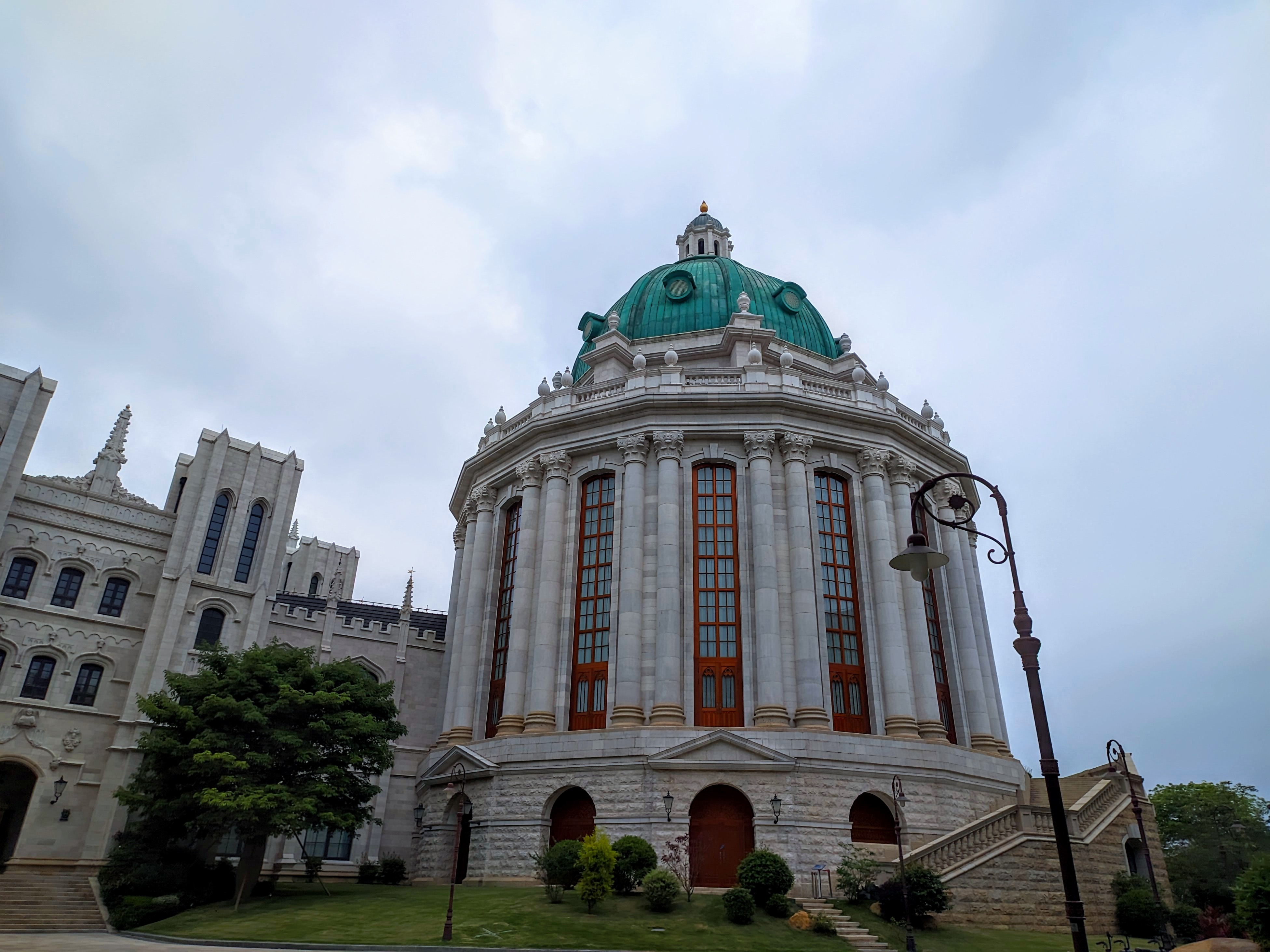
Copie de la Radcliffe Camera.
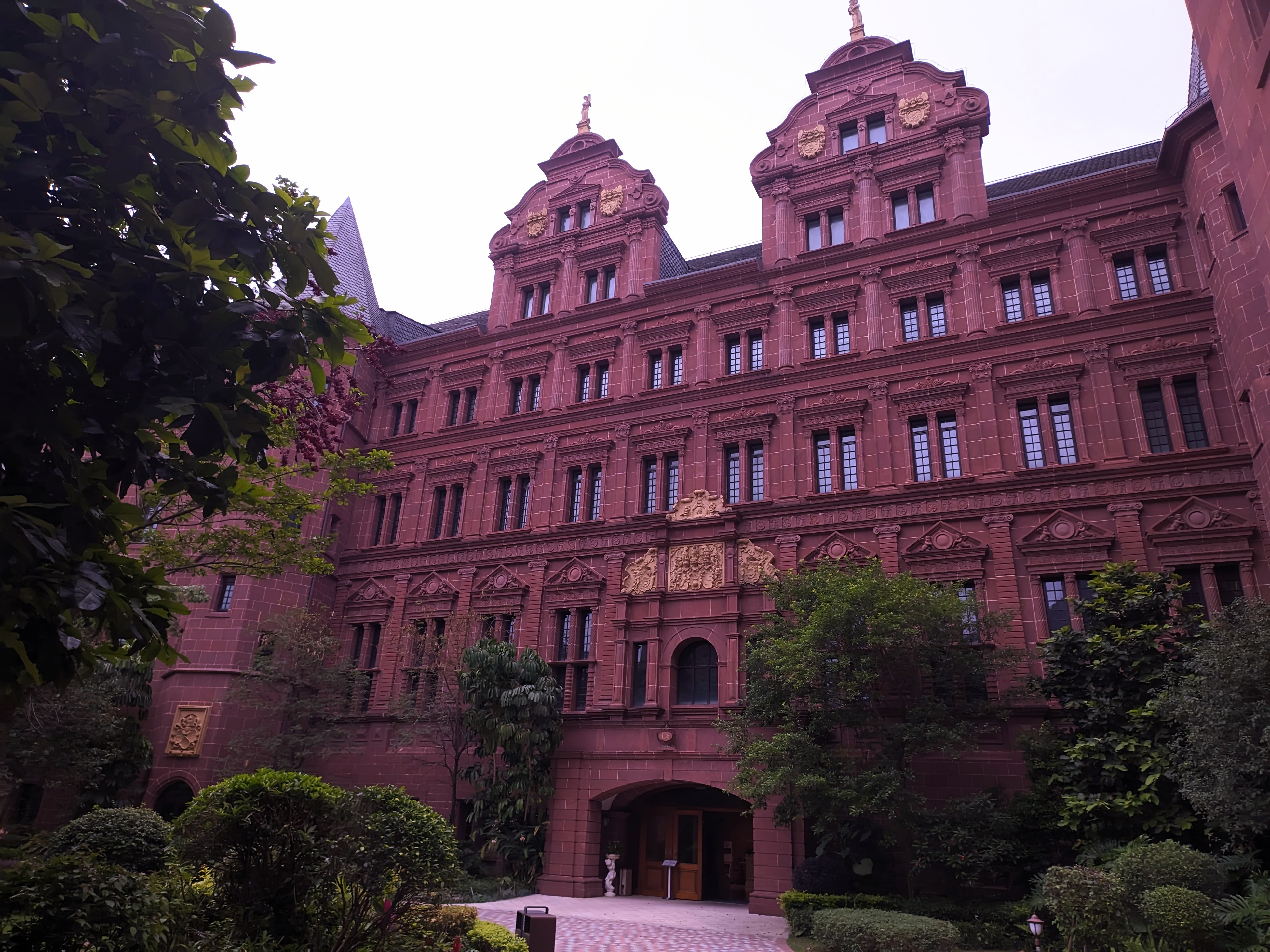
Réinterprétation du château de Heidelberg
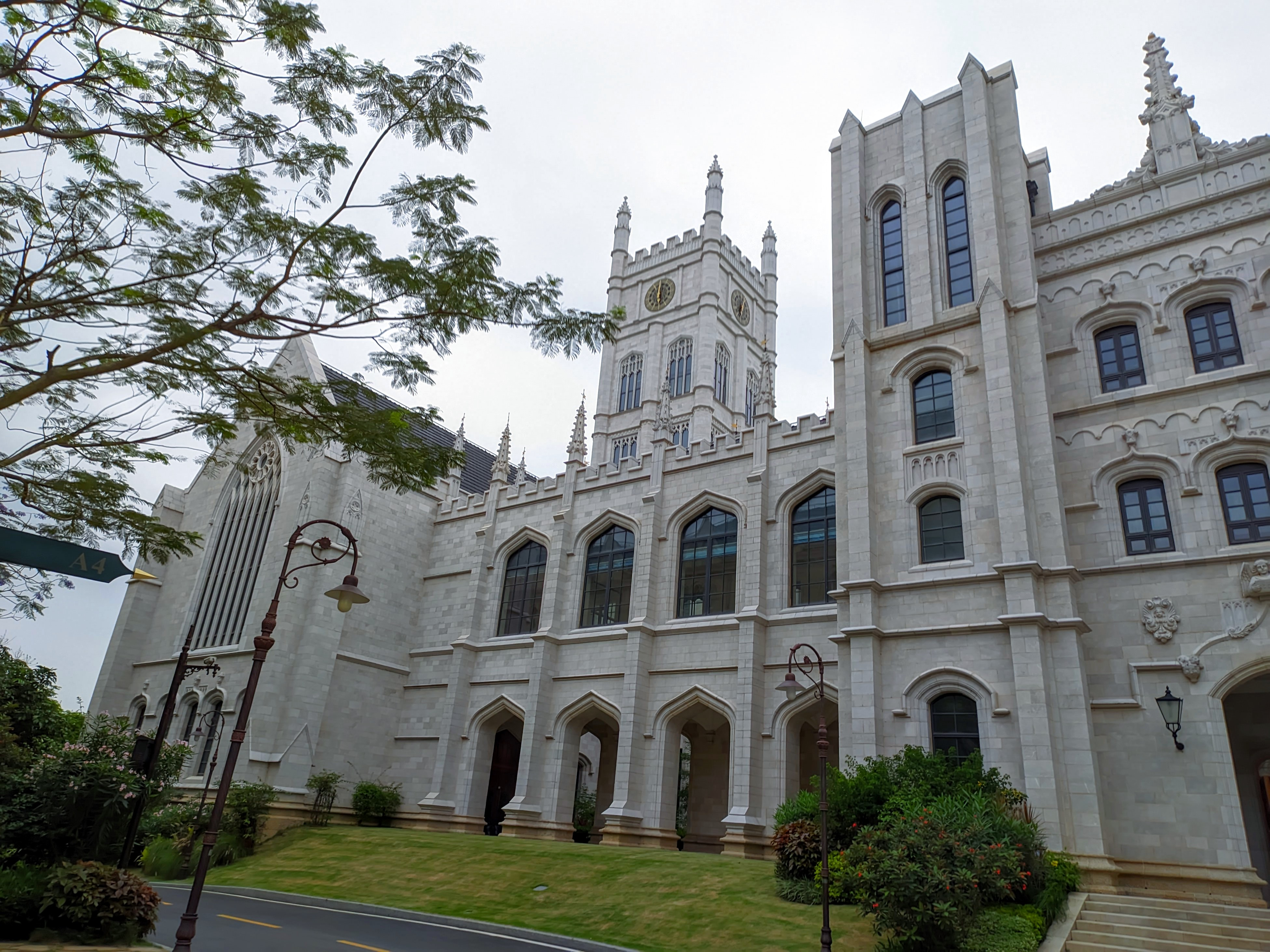
Style anglais